# Dry Bridge
Dry Bridge war ein Viadukt in Bridgend auf der schottischen Hebrideninsel Islay. 1980 wurde er in die schottischen Denkmallisten in der Kategorie C aufgenommen. Da die Brücke abgebrochen wurde, wurde der Denkmalschutz 2022 aufgehoben.
Der Viadukt befand sich etwa 100 Meter nördlich der Sorn-Brücke und überspannte die heutige A846, die von Bridgend über Ballygrant nach Port Askaig führt. Er gehörte zu den Ländereien des Islay House und ermöglichte den kreuzungsfreien Übergang zwischen zwei Teilen des weitreichenden Geländes. Islay House selbst liegt etwa 300 Meter in nordwestlicher Richtung.

## Beschreibung
Die Dry Bridge wurde von dem schottischen Architekten William Henry Playfair geplant und im Jahre 1842 gebaut. Der elliptische Bogen bestand aus Bruchstein und besaß ein verziertes Geländer mit runden und rautenförmigen Zieröffnungen. Heute ist der Viadukt nicht mehr vorhanden. Die Straße, die er einst führte, ist heute asphaltiert und kreuzt die A846. Nur die auffällige Absenkung der Straße und der anschließende Anstieg jenseits der Kreuzung lassen auf das ehemalige Vorhandensein eines Überwegs schließen. Die Ländereien des Islay House sind an dieser Stelle durch eine niedrige Bruchsteinmauer umfriedet, die im Bereich des ehemaligen Viadukts mit der Landschaft absinkt und wahrscheinlich einst an diesem abschloss.